# Calvi on the Rocks
 (mai 2018).
 (mai 2018).
Si vous disposez d'ouvrages ou d'articles de référence ou si vous connaissez des sites web de qualité traitant du thème abordé ici, merci de compléter l'article en donnant les références utiles à sa vérifiabilité et en les liant à la section « Notes et références ».
Calvi on the Rocks est un festival de musique électronique et de rock organisé à Calvi, en Corse, depuis 2003 .

## Histoire
Fondé par Lionel Bensemoun, Jean-Marie Tassy et Edouard Rostand, le festival Calvi on the Rocks accueille tous les ans des artistes, parmi lesquels Martin Solveig, Pedro Winter (alias Busy P), Breakbot, Yuksek, LCD Soundsystem, Flume, C2C, Arthur H ou Phoenix.

## Caractéristiques

### Scènes
Différentes scènes sont aménagées autour du quartier de la citadelle à Calvi en Corse, ainsi que plusieurs plages. Les lieux varient chaque année : l'Octopussy, l'In Casa, Le  bout du monde et la villa Schweppes par exemple. Le Théâtre de Verdure de Calvi et quelques clubs comme le "Club 24" et "Chez Tao" ont également déjà été utilisés pour le festival.

### Affluence
Depuis la première édition en 2003 qui accueillit 150 personnes par jour, le festival attire de plus en plus de monde d'années en années, jusqu'à des éditions plus récentes qui virent passer au total 20 000 personnes. L'année 2009 fut un record d'affluence, avec plus de 1 200 personnes par jour. L'édition 2025 a dû être reportée.